# Виктор фон Херен
Георг Максимилијан Виктор "Вики" Херен (Хамбург, 14. октобар 1881 — Ротенбух, 6. јул 1949) био је немачки дипломата, правник и службеник. Он је постао познат као изасланик немачког Рајха у Југославији од 1933. до 1941. године.

## Биографија
Виктор фон Херен је рођен 14. октобра 1881. године у Хамбургу. Његов отац је био Јохан Херман фон Херен, правник и изасланик слободних Ханзеатских градова у Француској, а мајка му је била његова рођака Марија дел Кармен Аугуста Рамона Томаса Херен и Маса (1849–1924).
Од 1896. до 1900. године Виктор фон Херен је похађао Вилхелм гимназију у Минхену. Након завршене школе, од 1900. године студирао је право у Минхену, Фрибуру и Стразбуру, а 1904. положио референдарски испит. Од октобра 1904. до септембра 1905. служио је војни рок као једногодишњи добровољац и започео обуку за официра, након чега је радио у правосудној и управној служби Рајхсленда Алзас-Лорена.
Године 1909. Виктор фон Херен је унапређен у резервног потпоручника, а 1910. положио је асесорски испит и крајем 1913. постао управни службеник код цивилног управника у Алзас-Лорену. Учествовао је у Првом светском рату од августа 1914. до јануара 1917. године. У марту 1915. унапређен је у резервног поручника, а у априлу 1917. у резервног капетана у Краљевском баварском пуку тешких коњаника "Надвојвода Франц Фердинанд од Аустрије-Есте" бр. 2, са седиштем у Ландсхуту.
Пред крај рата, током 1917/18. године, Виктор фон Херен је био окружни директор у Заргминду у Лорени. Године 1920. кратко је радио код Рајхског комесара за надзор јавног реда.

### Дипломатска служба
У октобру 1920. године, фон Херен је позван у Одељење за спољну трговину Министарства спољних послова у Берлину и тиме започео своју каријеру као дипломата. Године 1921. именован је за саветника посланства и премештен у немачку амбасаду у Мадриду, где је преузео руковођење конзуларним одељењем. У мају 1921. године унапређен је у саветника посланства II класе. Године 1923. фон Херен се оженио Елизабет фон Малтцан (1894–1970), са којом је имао троје деце. Убрзо након венчања, вратио се у Берлин у Министарство спољних послова, где је радио у културном одељењу, у сектору за питања немачке дијаспоре.
У мају 1925. године Виктор фон Херен је премештен као изасланик у Праг, где је радио до марта 1929. године. Од 1929. до 1933. поново је радио у Министарству спољних послова, у Одељењу за Западну и Југоисточну Европу. Године 1929. унапређен је у саветника посланства I класе, а 1930. године добио је звање предавача у рангу саветника за легације.
Године 1933. послат је у Београд у тамошњу немачку дипломатску мисију. Као главни дипломата на лицу места, представљао је Немачки Рајх у Краљевини Југославији. Првог августа 1937. године фон Херен је приступио Националсоцијалистичкој немачкој радничкој партији (НСДАП, члански број 4.009.255), али није преузео никакву функцију унутар странке.
Године 1941, током Другог светског рата, Југославија је под немачким притиском потписала Тројни пакт, али је неколико дана касније уследио пуч генерала наклоњених савезницима. Хитлер је тада донео одлуку о инвазији на Југославију. Виктор фон Херен, који је супротно инструкцијама Рибентропа наставио контакте са новом југословенском владом, противио се планираној објави рата. Шест дана пре напада на Југославију, обавестио је владу о предстојећем бомбардовању Београда. Након неуспелих протеста у Берлину и покушаја да убеди Југославију на демобилизацију како би спречио рат, напустио је Београд и кажњен је пребацивањем у привремени "мировни статус".
Након завршетка рата, фон Херен је кратко време провео у ратном заробљеништву. Током 1947/48. године рехабилитован је након процеса денацификације. Преминуо је у јулу 1949. године у Ротенбуху од тровања крви услед контаминиране трансфузије током лечења леукемије и анемије, од којих је раније боловао. Сахрањен је у породичној гробници на гробљу у Ротенбуху у Горњој Баварској.

## Одликовања
- Гвоздени крст (1914)
- Крст части за предње борце, који додељује министар спољних послова Савезне канцеларије, Берлину 19. марта 1935
- Медаља немачког Црвеног крста у Берлину 7. јуна 1937. коју додељује Карл Едвард, војвода од Сакс-Кобург Гота и Велики крст Светог Саве, Београд 1937
- Сребрна медаља верности у знак признања за 25 година радног стажа, потписао Ото Мајснер, Берлин, 9. јануар 1939

## Литертура
- Odić, Slavko; Komarica, Slavko (1977). Noć i magla: Gestapo u Jugoslaviji. Zagreb: Centar za informacije i publicitet.